# Canton du Sud-Médoc
Le canton du Sud-Médoc est une circonscription électorale française du département de la Gironde.

## Histoire
Un nouveau découpage territorial de la Gironde entre en vigueur à l'occasion des premières élections départementales suivant le décret du 20 février 2014. Les conseillers départementaux sont, à compter de ces élections, élus au scrutin majoritaire binominal mixte. Les électeurs de chaque canton élisent au Conseil départemental, nouvelle appellation du Conseil général, deux membres de sexe différent, qui se présentent en binôme de candidats. Les conseillers départementaux sont élus pour 6 ans au scrutin binominal majoritaire à deux tours, l'accès au second tour nécessitant 12,5 % des inscrits au 1er tour. En outre la totalité des conseillers départementaux est renouvelée. Ce nouveau mode de scrutin nécessite un redécoupage des cantons dont le nombre est divisé par deux avec arrondi à l'unité impaire supérieure si ce nombre n'est pas entier impair, assorti de conditions de seuils minimaux. Dans la Gironde, le nombre de cantons passe ainsi de 63 à 33.
Le canton du Sud-Médoc est formé de toutes les communes des anciens cantons de Castelnau-de-Médoc (19 communes), de Saint-Laurent-Médoc (3 communes) et d'une partie des communes de Blanquefort (1 commune - Macau). Avec ce redécoupage administratif, le territoire du canton s'affranchit des limites d'arrondissements, avec 22 communes incluses dans l'arrondissement de Lesparre-Médoc et 1 dans l'arrondissement de Bordeaux. Le bureau centralisateur est situé à Lacanau.

## Représentation
| Période élective | Période élective | Mandat | Mandat   | Identité         | Nuance | Nuance | Qualité |
| ---------------- | ---------------- | ------ | -------- | ---------------- | ------ | ------ | --- |
| 2015             | 2021             | 2015   | 2021     | Dominique Fedieu |        | PS     | maire de Cussac-Fort-Médoc                                                                                            |
| 2015             | 2021             | 2015   | 2021     | Pascale Got      |        | PS     | Journaliste, Saint-Yzans-de-Médoc - Députée (2007-2017) Ancienne conseillère générale du Canton de Castelnau-de-Médoc |
| 2021             | 2028             | 2021   | en cours | Dominique Fedieu |        | PS     | Maire de Cussac-Fort-Médoc                                                                                            |
| 2021             | 2028             | 2021   | en cours | Pascale Got      |        | PS     | Députée depuis 2024                                                                                                   |

### Résultats détaillés

#### Élections de mars 2015
À l'issue du 1er tour des élections départementales de 2015, trois binômes sont en ballottage : Dominique Fedieu et Pascale Got (PS, 33,34 %), Jeany Fischer et Laurent Peyrondet (Union de la Droite, 32,6 %) et Bénito Giannelli et Nataly Vigato (FN, 27,29 %). Le taux de participation est de 51,18 % (18 595 votants sur 36 331 inscrits) contre 50,54 % au niveau départemental et 50,17 % au niveau national.
Au second tour, Dominique Fedieu et Pascale Got (PS) sont élus avec 39,03 % des suffrages exprimés et un taux de participation de 54,14 % (7 402 voix pour 19 669 votants et 36 327 inscrits).

#### Élections de juin 2021
Le premier tour des élections départementales de 2021 est marqué par un très faible taux de participation (33,26 % au niveau national). Dans le canton du Sud-Médoc, ce taux de participation est de 33,86 % (14 141 votants sur 41 761 inscrits) contre 33,41 % au niveau départemental. À l'issue de ce premier tour, deux binômes sont en ballottage : Dominique Fedieu et Pascale Got (PS, 40,93 %) et Karine Palin et Laurent Peyrondet (Union au centre, 31,67 %).
Le second tour des élections est marqué une nouvelle fois par une abstention massive équivalente au premier tour. Les taux de participation sont de 34,36 % au niveau national, 33,6 % dans le département et 35,07 % dans le canton du Sud-Médoc. Dominique Fedieu et Pascale Got (PS) sont élus avec 52,45 % des suffrages exprimés (7 227 voix pour 14 623 votants et 41 696 inscrits),,.

## Composition
Le canton du Sud-Médoc comprenait vingt-trois communes entières à sa création.
À la suite de la fusion des communes de Cantenac et de Margaux, le 1er janvier 2017, pour former la commune nouvelle de Margaux-Cantenac, le canton comprend 22 communes. Ce changement est acté par un arrêté du 7 novembre 2019.
| Nom                             | Code Insee | Intercommunalité            | Superficie (km2) | Population (dernière pop. légale) | Densité (hab./km2) | Modifier                                    |
| ------------------------------- | ---------- | --------------------------- | ---------------- | --------------------------------- | ------------------ | ------------------------------------------- |
| Lacanau (bureau centralisateur) | 33214      | CC Médoc Atlantique         | 214,02           | 5 389 (2022)                      | 25                 | modifier les données · modifier les données |
| Arcins                          | 33010      | CC Médoc Estuaire           | 6,77             | 544 (2022)                        | 80                 | modifier les données · modifier les données |
| Arsac                           | 33012      | CC Médoc Estuaire           | 32,60            | 4 040 (2022)                      | 124                | modifier les données · modifier les données |
| Avensan                         | 33022      | CC Médullienne              | 52,24            | 3 108 (2022)                      | 59                 | modifier les données · modifier les données |
| Brach                           | 33070      | CC Médullienne              | 28,61            | 881 (2022)                        | 31                 | modifier les données · modifier les données |
| Carcans                         | 33097      | CC Médoc Atlantique         | 175,40           | 2 415 (2022)                      | 14                 | modifier les données · modifier les données |
| Castelnau-de-Médoc              | 33104      | CC Médullienne              | 23,92            | 4 850 (2022)                      | 203                | modifier les données · modifier les données |
| Cussac-Fort-Médoc               | 33146      | CC Médoc Estuaire           | 18,01            | 2 326 (2022)                      | 129                | modifier les données · modifier les données |
| Hourtin                         | 33203      | CC Médoc Atlantique         | 190,50           | 4 028 (2022)                      | 21                 | modifier les données · modifier les données |
| Labarde                         | 33211      | CC Médoc Estuaire           | 4,76             | 616 (2022)                        | 129                | modifier les données · modifier les données |
| Lamarque                        | 33220      | CC Médoc Estuaire           | 8,91             | 1 335 (2022)                      | 150                | modifier les données · modifier les données |
| Listrac-Médoc                   | 33248      | CC Médullienne              | 61,90            | 2 801 (2022)                      | 45                 | modifier les données · modifier les données |
| Macau                           | 33262      | CC Médoc Estuaire           | 19,56            | 4 575 (2022)                      | 234                | modifier les données · modifier les données |
| Margaux-Cantenac                | 33268      | CC Médoc Estuaire           | 21,62            | 2 844 (2022)                      | 132                | modifier les données · modifier les données |
| Moulis-en-Médoc                 | 33297      | CC Médullienne              | 20,56            | 1 917 (2022)                      | 93                 | modifier les données · modifier les données |
| Le Porge                        | 33333      | CC Médullienne              | 149,03           | 3 418 (2022)                      | 23                 | modifier les données · modifier les données |
| Saint-Laurent-Médoc             | 33424      | CC Médoc Cœur de Presqu'île | 136,55           | 4 950 (2022)                      | 36                 | modifier les données · modifier les données |
| Sainte-Hélène                   | 33417      | CC Médullienne              | 127,87           | 3 068 (2022)                      | 24                 | modifier les données · modifier les données |
| Salaunes                        | 33494      | CC Médullienne              | 42,64            | 1 244 (2022)                      | 29                 | modifier les données · modifier les données |
| Saumos                          | 33503      | CC Médullienne              | 57,65            | 549 (2022)                        | 9,5                | modifier les données · modifier les données |
| Soussans                        | 33517      | CC Médoc Estuaire           | 13,55            | 1 710 (2022)                      | 126                | modifier les données · modifier les données |
| Le Temple                       | 33528      | CC Médullienne              | 71,83            | 648 (2022)                        | 9,0                | modifier les données · modifier les données |
| Canton du Sud-Médoc             | 3330       |                             | 1 478,50         | 57 256 (2022)                     | 39                 | modifier les données                        |

## Démographie
En 2022, le canton comptait 57 256 habitants, en évolution de +8,8 % par rapport à 2016 (Gironde : +6,91 %, France hors Mayotte : +2,11 %).
| 2013   | 2018   | 2022   |
| ------ | ------ | ------ |
| 49 656 | 54 661 | 57 256 |